# Now (album des Flamin' Groovies)
Pour les articles homonymes, voir Now.
Albums de The Flamin' Groovies
Shake Some Action
(1976) Jumpin' in the Night
(1979)
Now, est le sixième album du groupe de rock américain The Flamin' Groovies sorti en septembre 1978.

## Titres
1. Feel a Whole Lot Better (Gene Clark) - 2:26
2. Between the Lines (Cyril Jordan, Chris Wilson) - 4:15
3. Up's and Down's (Mark Lindsay, Terry Melcher) - 3:07
4. Move It (Ian Samwell) - 2:57
5. Take Me Back (Cyril Jordan, Chris Wilson) - 2:50
6. Reminiscing (King Curtis) - 2:03
7. Good Laugh Mun (Dave Edmunds, Jordan, Chris Wilson) - 2:55
8. Yeah my Baby (Dave Edmunds, Cyril Jordan, Chris Wilson) - 3:55
9. House of Blue Lights (C. Miller, Don Raye, Freddie Slack) - 2:18
10. Blue Turns to Grey (Mick Jagger, Keith Richards) - 2:29
11. Paint It Black (Mick Jagger, Keith Richards) - 3:04
12. All I Wanted (Cyril Jordan, Chris Wilson) - 3:02
13. Don't Put Me Down (Cyril Jordan, Chris Wilson) - 4:12
14. There's a Place (John Lennon, Paul McCartney) - 1:50